# Katsuya Kondō
Katsuya Kondō (近藤 勝也?, Kondō Katsuya; Prefettura di Ehime, 2 giugno 1963) è un fumettista, character designer, animatore e direttore dell'animazione giapponese.
I suoi lavori di character design in quasi tutti i film dello Studio Ghibli sono considerati l'epitome del cosiddetto "stile Ghibli". Inoltre ha curato i personaggi del videogioco per PlayStation Jade Cocoon
Dopo aver completato gli studi liceali, iniziò a lavorare presso Osamu Dezaki ed Akio Sugino nel loro Studio Annapuru. Sotto la direzione di Shinji Ōtsuka, Kondō fu animatore della serie anime Occhi di gatto. Successivamente operò come free agent in altri programmi televisivi, quali Mighty Orbots, Iridella ed I Gummi, prima di venire assunto dall'allora neonato Studio Ghibli come direttore dell'animazione di Laputa - Castello nel cielo. Dopo aver prestato la sua manodopera per la Gainax in Le ali di Honneamise e negli OVA Devilman e Meikyū Bukken File 538, Kondō si fece conoscere per l'elevata qualità del suo operato.
Kondō collaborò con Kenichi Sakemi per un manga trattante la storia di Giovanna d'Arco, così come per il character design della succitata serie videoludica di Jade Cocoon per il film per la NTV Kumo no yō ni kaze no yō ni (basato sul romanzo di Sakemi Kōkyū Monogatari). Lavorò anche con Tomomi Mochizuki per il lungometraggio della NHK Minna no Uta e per il videoclip Kaze no Tōri Michi, prodotto dalla Ajia-do Animation Works per Sayuri Horishita. Nel 2007, ritornò allo Studio Ghibli come supervisore dell'animazione di Ponyo sulla scogliera. Scrisse anche il testo della canzone del film.

## Opere

### Animazione
- Mighty Orbots (1984, character design)
- Occhi di gatto (1985, key animation)
- I Gummi (1985, key animation)
- Laputa - Castello nel cielo (1986, key animation)
- Twilight Q (episodio Meikyū Bukken File 538) (1987, character design, key animation)
- Le ali di Honneamise (1987, key animation)
- Devilman (1987, 1990, OVA, key animation)
- Il mio vicino Totoro (1988, original design)
- Kiki - Consegne a domicilio (1989, direttore dell'animazione, character design)
- Kumo no yō ni kaze no yō ni (1990, direttore dell'animazione, character design)
- Iridella (1990, key animation)
- Pioggia di ricordi (1991, direttore dell'animazione)
- Porco Rosso (1992, key animation)
- Si sente il mare (1993, direttore dell'animazione, character design)
- Pom Poko (1994, key animation)
- Princess Mononoke (1997, key animation)
- I miei vicini Yamada (1999, key animation)
- The Aurora (2000, 2D character design)
- Il castello errante di Howl (2004, supervisore all'animazione, key animation)
- Kaze no Tōri Michi (2004, videoclip, key animation)
- Dennō Coil (2007, key animation)
- Ponyo sulla scogliera (2008, character design, direttore dell'animazione, testista della canzone originale del film, key animation, supervisore all'animazione)
- Arrietty - Il mondo segreto sotto il pavimento (2010, key animation)
- La collina dei papaveri (2011, direttore dell'animazione, character design)
- Ronja, la figlia del brigante (2014, character design)

### Videogiochi
- Jade Cocoon: Story of the Tamamayu (PlayStation) (1998, character design, key animation, direttore dell'animazione)
- Jade Cocoon 2 (PlayStation 2) (2001, character design, key animation, direttore dell'animazione)

### Libri e manga
- Boku ga Suki na Hito e: Umi ga Kikoeru yori (ISBN 4195551714, 1993-05-31, ¥1200)
- D'arc: Histoire de Jeanne D'arc, by Kenichi Sakemi and Kondō, Tokuma Shoten
  - Volume 1: ISBN 4-19-770037-7, 1995-09-30, ¥950
  - Volume 2: ISBN 4-19-770048-2, 1996-09-30, ¥950
- Kondō Katsuya Art Works: Tamamayu Monogatari & Tamamayu Monogatari 2 (ISBN 4758010064, marzo 2002, ¥3990)